# Беті Секуловскі
Беті Секуловскі (англ. Beti Sekulovski; нар. 17 травня 1983) — колишня австралійська тенісистка.
Найвищу одиночну позицію світового рейтингу — 273 місце досягла 5 серпня 2002, парну — 120 місце — 17 жовтня 2005 року.
Здобула 4 одиночні та 4 парні титули туру ITF.

## Фінали ITF

### Одиночний розряд: 7 (4–3)
| турніри $50,000 |
| турніри $25,000 |
| турніри $10,000 |

| Результат | Ранг | Дата            | Турнір                    | Покриття | Суперниця         | Рахунок          |
| --------- | ---- | --------------- | ------------------------- | -------- | ----------------- | ---------------- |
| Перемога  | 1.   | 25 березня 2001 | ITF Водонга, Австралія    | Трава    | Крістен ван Елден | 6–2, 6–2         |
| Поразка   | 1.   | 23 вересня 2001 | ITF Осака, Японія         | Тверде   | Саманта Стосур    | 2–6, 6–3, 5–7    |
| Перемога  | 2.   | 24 березня 2002 | ITF Ярравонґа, Австралія  | Трава    | Ліза Макші        | 7–6(4), 1–6, 6–4 |
| Перемога  | 3.   | 29 серпня 2005  | ITF Сайтама, Японія       | Тверде   | Танака Марі       | 3–6, 6–4, 6–3    |
| Перемога  | 4.   | 7 вересня 2005  | ITF Кіото, Японія         | Килим    | Хуан Лей          | 6–2, 3–0 ret.    |
| Поразка   | 2.   | 2 жовтня 2005   | ITF Рокгемптон, Австралія | Тверде   | Кейсі Деллаква    | 1–6, 4–6         |
| Поразка   | 3.   | 16 жовтня 2005  | ITF Лайнем, Австралія     | Ґрунт    | Лорен Бредмор     | 5–7, 4–6         |

### Парний розряд: 14 (4–10)
| Результат | Ранг | Дата            | Турнір                        | Покриття | Партнерка           | Суперниці                             | Рахунок          |
| --------- | ---- | --------------- | ----------------------------- | -------- | ------------------- | ------------------------------------- | ---------------- |
| Поразка   | 1.   | 19 березня 2001 | ITF Водонга, Австралія        | Трава    | Ніколь Сьюелл       | Сара Стоун Крістен ван Елден          | 6–3, 6–7(4), 4–6 |
| Поразка   | 2.   | 1 квітня 2001   | ITF Беналла, Австралія        | Трава    | Ніколь Сьюелл       | Деббі Гак Йоланда Менс                | 4–6, 3–6         |
| Перемога  | 1.   | 24 червня 2001  | ITF Велп, Нідерланди          | Ґрунт    | Крістен ван Елден   | Наташа Ґалауза Лотті Селен            | 1–6, 6–4, 7–6(3) |
| Перемога  | 2.   | 16 липня 2001   | ITF Фрінтон, Велика Британія  | Трава    | Сара Стоун          | Івонн Дойл Карен Нуджент              | 7–6(5), 6–4      |
| Поразка   | 3.   | 16 вересня 2001 | ITF Ібаракі, Японія           | Тверде   | Сара Стоун          | Саманта Стосур Мелісса Дауз           | 4–6, 7–5, 2–6    |
| Поразка   | 4.   | 23 вересня 2001 | ITF Осака, Японія             | Тверде   | Сара Стоун          | Саманта Стосур Мелісса Дауз           | 7–5, 3–6, 3–6    |
| Поразка   | 5.   | 28 жовтня 2001  | ITF Гоум-Гілл, Австралія      | Тверде   | Ніколь Сьюелл       | Ліза Макші Труді Мусгрейв             | 5–7, 4–6         |
| Перемога  | 3.   | 21 березня 2004 | ITF Ярравонґа, Австралія      | Трава    | Сінді Вотсон        | Емілі Г'юсон Ніколь Кріз              | 6–3, 4–6, 6–4    |
| Поразка   | 6.   | 5 лютого 2005   | ITF Веллінгтон, Нова Зеландія | Тверде   | Александра Срндович | Chang Kyung-mi Макі Арай              | 6–3, 4–6, 4–6    |
| Поразка   | 7.   | 13 лютого 2005  | ITF Бленім, Нова Зеландія     | Тверде   | Александра Срндович | Chang Kyung-mi Арай Макі              | 4–6, 6–7         |
| Поразка   | 8.   | 26 лютого 2005  | ITF Бендіго, Австралія        | Тверде   | Сінді Вотсон        | Кейсі Деллаква Труді Мусгрейв         | 4–6, 6–7         |
| Перемога  | 4.   | 1 травня 2005   | ITF Лафаєтт, США              | Ґрунт    | Сінді Вотсон        | Марія Фернанда Алвеш Марі-Ев Пеллетьє | 4–6, 6–4, 6–3    |
| Поразка   | 9.   | 27 вересня 2005 | ITF Рокгемптон, Австралія     | Тверде   | Александра Срндович | Кейсі Деллаква Даніелла Джефлі        | 4–6, 2–6         |
| Поразка   | 10.  | 26 лютого 2006  | ITF Госфорд, Австралія        | Тверде   | Сінді Вотсон        | Латіша Чжань Чжуан Цзяжун             | 2–6, 3–6         |